# Rosalva Luna
Rosalva Yazmín Luna Ruiz (nació en 1981 en Los Mochis, Sinaloa, México) es una reina de belleza mexicana que representó a su país en Miss Universo 2004, donde logró clasificar al Top 15.

## Vida personal y entrada en el Mundo de la Belleza
Rosalva antes de entrar al mundo de los concursos de belleza era una estudiante de la Licenciatura en Derecho en la Universidad de Occidente en Los Mochis de donde ella es originaria.
El año que ganó Marisol González ella estaba viendo el concurso acostada en un sillón,  y su primera impresión al verla coronada fue decir qué mujer tan bella, pero jamás se imaginó que al año siguiente ella sería la ganadora, y esa mujer a la que vio coronándose un año antes sería quien le entregaría la corona, realmente la vida le dio un regalo maravilloso.
Desde niña para ella la belleza era a través de sus muñecas, admiraba a sus hermanas y amigas, pocas veces se acercaba al espejo preguntándose si físicamente era bella, se sabía una mujer con algunas cualidades como la altura, la complexión delgada, pero no había explotado la vanidad de la belleza física, hasta que la denunciaron en Nuestra Belleza, en esos días fue cuando empezó a explorar la idea de que podía ser una reina de belleza.

## Nuestra Belleza Sinaloa
El inicio de Rosalva en los concursos de belleza fue muy rápido, fue denunciada y el comité de Nuestra Belleza Sinaloa se trasladó desde Culiacán a Los Mochis para conocerla,  la invitaron a concursar y trataron de convencerla pero ella tenía mis dudas, cuando le comentó a su familia les encantó la idea y la animaron a participar: representó a Los Mochis en Nuestra Belleza Sinaloa 2003 que se realizó en Culiacán, donde resultó la gran ganadora. Este triunfo la sorprendió ya que ella no era una mujer que se preocupara tanto por su aspecto físico, no tenía ningún tipo de experiencia en modelaje se dedicaba únicamente a estudiar. 

## Nuestra Belleza México
Rosalva inmediatamente después de su triunfo en el certamen estatal se trasladó a la Ciudad de México donde compitió en 2003 como la representante de Sinaloa en el certamen nacional de Nuestra Belleza México en su edición de 2003 que se realizó en el Teatro del Arte, Morelia, Michoacán, México. Ella llegó al concurso nacional con una sola maleta ya que le habían robado todas sus cosas en Sinaloa y no tenía nada. Tampoco nunca tuvo un "entrenador" que le proporcionara una preparación intensiva rumbo al nacional; aunque si recibió mucho apoyo en Sinaloa de su gente. El no haber contado con una preparación la hacía sentir en desventaja ya que otras candidatas como las representantes de Nuevo León estaban realmente preparadas.  A pesar de todos los obstáculos que se le presentaban ella tenía la ilusión de ganar y le enorgullecía portar sobre su pecho la banda de Sinaloa ya que ahora ella representaba a todos los sinaloenses y quería enorgullecerlos. El día 5 de septiembre de 2003 día de la noche final Rosalva logró clasificar primero entre las semifinalistas para después de competir en "traje de baño" y "traje de noche" y así logró ser finalista y cumplir por fin aquel sueño de contestar la pregunta; el sueño comenzaba a volverse realidad y nuevamente Rosalva se encontró tomada de las manos de la gran favorita a ganar  Alejandra Villanueva de Nuevo León cuando después de unos breves instantes fue nombrada como Nuestra Belleza México 2003. La reacción de Rosalva al ganar es memorable ya que al anunciarla como ganadora ella abraza a Alejandra confundida pensando que había sido ella la ganadora y cuando escucha que Alejandra la felicita ella le pregunta "¿Gané, gané?" y al descubrirse ganadora llora y ríe de felicidad. Con su triunfo Rosalva gana el derecho de representar a México en Miss Universo 2004. Rosalva se convirtió en la primera sinaloense en ganar este título además ganó los premios Miss Internet y el de Mejor Traje Típico.

## Camino a Miss Universo
Recién electa como Nuestra Belleza México tuvo una serie de entrevistas para televisión y la radio,  fue ahí donde se dio cuenta de que todo era real. Días después regresó a Los Mochis a visitar a su familia y amigos,  le dieron un gran recibimiento en su estado, la recibieron con una gran fiesta,  las personas se acercaban a ella para pedirle autógrafos y esto la hizo consciente de que tenía una responsabilidad enorme,  tenía que prepararse para representar a toda esa gente que confiaba en ella, y que al igual que ella querían que México brillara a nivel internacional.
Lo más difícil para ella fue el estar lejos de su familia, de su casa y de su escuela. Le faltaba un año para terminar su carrera y constantemente durante los eventos y la preparación que tenía, ella pensaba en que estaría haciendo en ese momento si no se hubiera convertido en Nuestra Belleza México.
Un día antes de irse a Miss Universo hizo sus maletas acompañada de su mamá y su hermana, su mamá le preparó una rica cena, se levantó muy temprano para arreglarse y estar a tiempo en el primer día, realizó su viaje con la banda puesta, la gente en el aeropuerto se sorprendía al verla y muchos le pedían autógrafos o le pedían tomarse alguna foto con ella, el tiempo de vuelo fue muy rápido, llegó al mismo tiempo a Ecuador que Mis Uruguay, en el aeropuerto había personas de la Organización de Miss Universo esperando a las candidatas para llevarlas al hotel sede.
Había mucha prensa esperando para tomar fotografías de las participantes que iban llegando, al día siguiente vio una fotografía enorme de su cara en un periódico y le dio mucho gusto verla sabía que iba por buen camino.

## Miss Universo 2004
Al llegar a Ecuadornunca se sintió insegura ya que se preparó para estar siempre optimista,  sabía que su actitud la podía llevar al éxito y también tenía muy claro cuales eran las armas con las que contaba,  trató de aprovechar al máximo sus cualidades, pero también sabía que había mucha competencia, nunca se desanime y luchó hasta el final, lo difícil para ella fue convencer al primer jurado ya que eran demasiadas mujeres con el mismo ideal, la gran diferencia es que no todas tenían las ganas de ganar, todas eran realmente hermosas pero ella tenía claro que no se podía perder entre todas ellas, así que su trabajo era hacer que ese primer jurado se fijara en ella, convencerlos de que ella y su país merecían estar entre ese limitado cupo de 15 finalistas y lo logró. La noche del 1 de junio de 2004 en Quito ella logró ocupar un lugar en el Top 15 (fue la última en ser nombrada) suceso que hizo vibrar a los mexicanos ya que México no clasificaba en Miss Universo desde 1999 cuando clasificó Silvia Salgado. Rosalva compitió en traje de noche y lamentablemente ya no logró clasificar al Top 10, pero con su clasificación comenzó la racha de 5 clasificaciones consecutivas de México en Miss Universo.

## Después de los concursos de belleza
Al llegar Rosalva a México había prensa esperándola en el aeropuerto, gente que la esperaba para felicitarla, después tuvo algunas entrevistas en los medios de comunicación. Posteriormente cumplió con otros compromisos como coronar a la nueva representante de Sinaloa en Nuestra Belleza México 2004 y ya luego a la nueva Nuestra Belleza México 2004. Al terminar su reinado se alejó de los medios y comenzó a trabajar en el gobierno de Sinaloa fue "Directora de Relaciones Públicas" del Despacho del C. Gobernador de Sinaloa cargo que desempeñó por algunos años, luego se fue a vivir y a estudiar idiomas a Canadá.